# Monasterio de Gračanica
Gračanica (en serbio, Манастир Грачаница, o Manastir Gračanica, en español Grachánitsa) es un monasterio ortodoxo serbio ubicado en Serbia. Forma parte del lugar Patrimonio de la Humanidad llamado monumentos medievales en Kosovo desde el 13 de julio de 2006, en que también fue incluida dentro del patrimonio en peligro debido a la conflictiva situación política en Kosovo, que Serbia considera su provincia meridional. La provincia declaró su independencia unilateralmente el 17 de febrero de 2008, reconocida por algunos estados y por otros no.
Fue fundado por el rey serbio Stefan Uroš II Milutin en 1321. El monasterio de Gračanica es una de las últimas empresas monumentales del rey Milutin. Se encuentra en el pueblo de Gračanica, un enclave serbio a 5 km de Pristina. El monasterio está cerca de Liplian (antigua ciudad romana de Ulpiana), la antigua residencia de los obispos.

## Historia

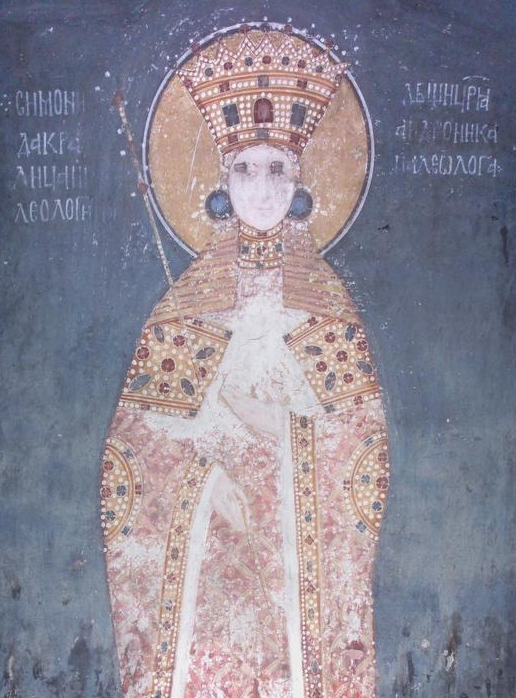
Reina Simonida de Serbia, esposa del rey Milutin, un fresco del monasterio de Grachánitsa.

Grachánitsa fue construida sobre las ruinas de una iglesia anterior del siglo XIII de la Santa Virgen, que fue construido sobre las ruinas de una basílica de tres naves paleocristiana del siglo VI. En el muro sur de la capilla está escrita la carta del rey, incluyendo las siguientes palabras: 
«He visto las ruinas y la decadencia del templo de la Virgen Santa de Grachánitsa, el obispado de Liplian, así que la he construido desde abajo y pintado y decorado tanto por dentro como por fuera».
Del anterior complejo monástico, sólo ha sobrevivido la iglesia. El nártex y la torre fueron añadidas unas décadas más tarde, para proteger los frescos de la fachada occidental. El nártex quedó muy dañado por los turcos varias veces entre 1379 y 1383, cuando quemaron la torre y el fuego devoró una rica colección de manuscritos y otros objetos preciosos. El nártex fue reconstruido en 1383. De nuevo, Grachánitsa sufrió daños con motivo de la batalla de Kosovo de 1389.
Durante el gobierno turco Gračanica se convirtió en un importante centro cultural. En tiempos del metropolita Nikanor (1528–1555) se pintaron varios iconos sobre el altar. También, gracias a la imprenta, Nikanor obtuvo muchos libros de servicio y objetos para el uso monástico. Las puertas reales fueron encargo del metropolita Dionisie en 1564, cuya muerte está representada en un fresco en el nártex. Una gran restauración tuvo lugar a través de los esfuerzos del patriarca Makárie Sokolovich. Todas las aberturas en el nártex externo fueron tapiadas y se completaron nuevos frescos en 1570. Gracias al patriarca Paisie, la iglesia tuvo su tejado de plomo, y en 1620 la gran cruz con el Crucifijo fue hecho en el iconostasio. El monasterio fue expuesto a nuevos daños hacia el fin del siglo XVII, en la guerra entre la Santa Liga y los turcos, tras el segundo sitio de Viena - en que los serbios intervinieron por parte cristiana. Los turcos quitaron la cruz de plomo y arrancaron las baldosas del suelo, junto con el tesoro escondido en la iglesia por el patriarca Arséniye III.
Tras la Segunda Guerra Mundial fue renovada por monjas y desde entonces ha servido como un convento. Hoy hay 24 hermanas en el monasterio que están activas en la pintura de iconos, agricultura, costura y otras obediencias monásticas.
Después del bombardeo de la OTAN sobre Yugoslavia de 1999 el obispo de Rashka y Prizren Artémiye transfirió su oficial sede a este monasterio desde Prizren y desde entonces el monasterio se ha convertido no sólo en un centro espiritual importante sino también en un centro político y nacional de los serbios de Kosovo.